# Октябрське (Шемонаїхинський район)
Октя́брське (каз. Октябрь) — село у складі Шемонаїхинського району Східноказахстанської області Казахстану. Адміністративний центр Октябрського сільського округу.
Населення — 991 особа (2021; 1102 у 2009, 1280 у 1999, 1443 у 1989).
Національний склад станом на 1989 рік:
- росіяни — 100 %